# Ruža Petrović
Ruža Petrović, de nom de soltera Roža Hrelja, (Hreljina, prop de Žminj, 17 d'octubre de 1911 – Pula, 24 d'agost de 1958) va ser una partisana antifeixista croata, víctima d'un dels més atroços delictes feixistes a Ístria.

## Joventut
Nascuda el 17 d'octubre de 1911, en el petit poble de Hreljina, prop de Žminj, va ser la major de vuit germans. Abans de l'inici de la Segona Guerra Mundial es va casar amb Josip Hrelja, amb qui va tenir dues filles, una de les quals va morir pocs mesos després de néixer. Després que Josip morís abans de la guerra, Ruža es va casar amb Vazmoslav Paškvalin Petrović, oriünd del petit assentament de Režanci, al poble de Svetvinčenat.

## Participació en el moviment antifeixista
Ruža Petrović va ajudar als partisans iugoslaus des del començament de l'ocupació d'Ístria per part de l'Itàlia feixista. El 22 de juliol de 1944, 25 feixistes italians de Svetvinčenat van irrompre a Režanci i van buscar la casa dels Petrović, perquè sospitaven que ella, el seu marit i els seus dos germans estaven ajudant als partisans. Quan a casa hi van trobar un excedent de roba i aliment considerat prou gran per a ells, la van arrestar i van forçar a portar a la guarnició de l'exèrcit aSvetvinčenat, tots els béns extra que havia emmagatzemat a casa. Allà, la van torturar brutalment, però, així i tot, no va revelar cap informació sobre els partisans. L'endemà, després de ser alliberada, mentre tornava a casa seva, un grup de feixistes la va detenir a mig camí i la va començar a colpejar de nou. Després de pegar-li al front amb una arma, va caure a terra, i els feixistes la van lligar al voltant d'un arbre, on finalment un d'ells va clavar una daga a cada un dels seus ulls. El veïnat la va trobar poc després i la van portar primer al poble de Skitača, on els partisans tenien la seva seu i hospital, i després a la guàrdia quirúrgica de l'Hospital General de Pula, on va passar 70 dies en rehabilitació. Quan va ser donada d'alta de l'hospital, va tornar a unir-se al moviment antifeixista, i, malgrat la ceguesa, ajudava als lluitadors partisans teixint mitges i samarretes i donant-los suport moral.
Previ a la tortura, havia estat triada pel Front antifeixista femení de Croàcia (AFŽ) d'Ístria com a delegada a la 1a Conferència regional, que va tenir lloc el 7 de juliol de 1944 als boscos situats a dalt de Rašpra, en el Kras. A més, va ser membre de la delegació de dones istrianes en el Congrés de Dones Croates realitzat a Zagreb el juny de 1945, on va donar el discurs d'obertura i es va reunir, entre d'altres, amb el president Vladimir Nazor.

## Anys posteriors
Després de la Segona Guerra Mundial, va fundar l'Associació de Cecs de Pula, on va treballar com a vicepresident. Va morir el 24 d'agost de 1958, als 46 anys, i va ser enterrada en el cementiri de la ciutat de Pula.

## Llegat
Molts carrers, places i parcs a Ístria porten el nom de Ruža Petrović, igual que la Llar per a Nens Abandonats de Pula, des de la seva creació l'any 1945. Tanmateix, el 1996, amb el govern de la Unió Democràtica Croata, el Ministeri de Joventut i Polítiques Socials de Croàcia va retirar el cognom Petrović del nom d'aquesta institució. No obstant això, la decisió va ser revocada el 2013 quan el Partit Socialdemòcrata de Croàcia va arribar al poder. Un monument va ser aixecat en memòria seva en el lloc en què els feixistes van cometre el cruel delicte.